# احسان مهاجرشجاعی
احسان مهاجرشجاعی (تولد: ۱ فروردین ۱۳۶۲ بروجرد -) ورزشکار و دونده ایرانی است که در المپیک تابستانی پکن شرکت کرد.

## سابقه ورزشی
احسان مهاجر شجاعی، ورزشکار رشته دو و میدانی اهل بروجردو متولد ۱ فروردین ۱۳۶۲ است. وی از شانزده سالگی ورزش دو را شروع کرد. نخستین بار در رقابت‌های سنندج به مقام سوم ایران دست یافت. در سطح بین‌المللی به عنوان دونده تیم ملی ایران، در رقابت‌های قهرمانی جوانان آسیا که در کشور تایلند برگزار می‌شد شرکت کرد و توانست به مدال برنز دست یابد.
وی با قهرمانی و کسب مدال طلا در رقابت‌های دو و میدانی دانشجویان جهان (یونیورسیاد)، موفق به کسب رتبه A و جواز حضور در المپیک پکن شد. سپس او به همراه تیم ملی دو و میدانی ایران در المپیک پکن (سال ۲۰۰۸) شرکت کرد.

## سابقه تحصیلی
احسان مهاجر شجاعی، در رشته مدیریت علوم ورزشی در تاریخ ۱۳ بهمن ۱۳۹۴ از رساله دکترای خود با نمره ۱۹/۲۵ دفاع کرد و موفق به اخذ درجه دکترای مدیریت علوم ورزشی شد. استاد راهنمای وی در مقطع دکترا، آقای محمود گودرزی بود.

## سابقه شغلی
مهاجر شجاعی، از خرداد ۱۳۹۲ عضو چهارمین دوره شورای اسلامی شهر بروجرد شد.
وی در اردیبهشت ۱۳۹۴ توسط سیدحسن طباطبایی، سرپرست وقت فدراسیون دو و میدانی ایران به سمت مشاور اجرایی این فدراسیون دو و میدانی منصوب شد؛ او سپس از تاریخ ۱۳۹۴/۲/۲۱ به مدت حدود هفت ماه مسئولیت سرپرستی دبیری فدراسیون مذکور را بر عهده گرفت. سپس با تغییرات مدیریتی در این فدراسیون، از این سمت کناره‌گیری کرد.
وی از تاریخ ۱۳۹۵/۵/۲ با حکم مدیریت شرکت توسعه و نگهداری اماکن ورزشی، به سمت سرپرست مجموعه ورزشی شهید کشوری تهران منصوب شد. درتاریخ ۱۳۹۶/۱/۲۳ مدیریت او در مجموعه ورزشی شهید کشوری تهران به پایان رسید.
او هم اکنون مدیر ، موسس و مالک مجموعه المپیک زاگرس و پارک آبی بروجرد میباشد

## حاشیه
احسان مهاجر شجاعی در حین گزارش برگزاری رقابت‌های پرتاب وزنه بانوان در مسابقات المپیک ۲۰۱۶ برزیل در برنامهٔ زندهٔ شبکه ورزش، خواستار داشتن غیرت از سوی لیلا رجبی، ورزشکار تیم بانوان ایران شد. لیلا رجبی در واکنش به این توهین گفت: «شنیدم که احسان مهاجر شجاعی در یک برنامهٔ تلویزیونی و جلوی چشم ۷۰ میلیون ایرانی، مرا متهم به بی‌غیرتی کرده‌است، درحالی‌که من در این ۸ سالی که در ایران هستم، افتخارات بیشتری نسبت به احسان مهاجر کسب کرده‌ام.»
در روز بیستم فروردین ماه ۱۳۹۶ پیمان و لیلا رجبی در دفتر مدیریت مجموعه ورزشی شهید کشوری تهران حاضر شدند و به اختلافات و سوء تفاهمات با احسان مهاجرشجاعی خاتمه دادند و به اصطلاح آشتی کردند.